# Йохан Франц Карл Лудвиг фон Зайн-Витгенщайн-Хоенщайн
Йохан Франц Карл Лудвиг фон Зайн-Витгенщайн-Хоенщайн (на немски: Franz zu Sayn-Wittgenstein-Hohenstein; * 20 септември 1779; † 6 октомври 1815) – от 1796 г. граф, а от 1801 г. и княз на Зайн-Витгенщайн-Хоенщайн.

## Биография
Той е син на граф Йохан Лудвиг фон Зайн-Витгенщайн-Хоенщайн (1740 – 1796) и втората му съпруга Вилхелмина Хенриета Каролина фон Пюклер-Лимпург (1746 – 1800), дъщеря на граф Кристиан Вилхелм Карл фон Пюклер-Гродиц (1705 – 1786) и Каролина Кристиана фон Льовенщайн-Вертхайм-Вирнебург (1719 – 1793). Майка му е по-малка сестра на първата съпруга на баща му Фридерика (1738 – 1772).
На 20 юни 1801 г. Йохан Франц Карл Лудвиг и брат му (от 11 май 1813 г.) дипломата Адолф Ернст Корнелиус Александер (1783 – 1856) и полубратята му Фридрих Карл (1766 – 1837) и пруския министър Вилхелм Лудвиг Георг (1770 – 1821) са издигнати до ранг имперски князе на Сайн-Витгенщайн-Хоенщайн.
Той умира на 6 октомври 1815 г. на 36 години.

## Фамилия
Йохан Франц Карл Лудвиг фон Зайн-Витгенщайн-Хоенщайн се жени на 15 април 1804 г. за графиня Доротея Каролина фон Роде (* 21 май 1784; † 27 април 1821), дъщеря на Ерих Лудвиг фон Роде и контеса Мари Софи фон Роде. Те имат шест деца:
- Елиза фон Зайн-Витгенщайн-Хоенщайн (* 14 март 1805; † септември 1824)
- Лудвиг Карл фон Зайн-Витгенщайн-Хоенщайн
- Албрехт (Алберт) Фридрих Лудвиг Паул фон Зайн-Витгенщайн-Хоенщайн (* 16 април 1811; † 28 септември 1882), княз на Зайн-Витгенщайн-Хоенщайн, женен 1842 г. (разведен 1855) за графиня Мария фон Лайнинген-Вестербург (* 27 юли 1812; † 18 април 1860)
- Лудвиг фон Зайн-Витгенщайн-Хоенщайн
- Франц фон Зайн-Витгенщайн-Хоенщайн (* 6 ноември 1814; † 1834), принц на Сайн-Витгенщайн-Хоенщайн
- Луиза фон Зайн-Витгенщайн-Хоенщайн